# H.225
Pour l'hélicoptère, voir H225M
 (février 2025).
Si vous disposez d'ouvrages ou d'articles de référence ou si vous connaissez des sites web de qualité traitant du thème abordé ici, merci de compléter l'article en donnant les références utiles à sa vérifiabilité et en les liant à la section « Notes et références ».
H.225.0, en système de communications, est une sous-norme de H.323, ce dernier étant défini par l'UIT-T. H.323 décrit un ensemble de protocoles utilisés dans les transmissions multimédia, comme le VoIP (Voice over IP), la vidéo et les données qui sont transmises sur un réseau basé sur des paquets. 
Les principaux objectifs du H.225.0 sont les suivants :
- Gestion d'un appel : établissement, contrôle et fin d'un appel de type H.323. Ce système est basé sur la procédure de préparation d'un appel ISDN. Les recommandations à ce sujet sont présentes dans le protocole Q.931 utilisé dans le cadre des réseaux RNIS. Les messages du protocole Q.931 voyagent sur le protocole TCP.
- Enregistrement, admission et statut (RAS, qui est utilisé pour l'enregistrement, le contrôle d’admission et la gestion de la bande passante). RAS est le premier canal de signalisation qui est ouvert vers la passerelle ou le terminal. Ce protocole se base sur UDP.